# エドワード・オーウェン
エドワード・オーウェン (Edward Owen、1886年11月6日- 1949年9月24日)は、イギリスの陸上競技選手。1908年ロンドンオリンピックの銀メダリストである。
オーウェンは、長距離種目を専門とした選手で、ロンドン大会では5マイルに出場。同じイギリスのエミール・ボイトに次いで銀メダルを獲得。4年後のストックホルムオリンピックでは、3000m団体に出場。アメリカ、スウェーデンに次いで3位となり銅メダルを獲得した。